# Taylor Tomlinson
Taylor Tomlinson, född 4 november 1993 i Orange County i Kalifornien, är en amerikansk ståuppkomiker och programledare.
Hon har släppt tre humorshower på Netflix: Quarter-Life Crisis (2020), Look At You (2022) och Have It All (2024). Mellan 2024 och 2025 programledde hon TV-programmet After Midnight på CBS. Hon lämnade programmet för att kunna fokusera på sin standup.